# Підгородецький Анатолій Миколайович
Підгородецький Анатолій Миколайович (* 29 квітня 1967, Абай, Карагандинська область, Казахстан) —радянський український  артист музичної комедії, актор Київського театру оперети.

## Життєпис
Закінчив Карагандинський коледж мистецтв ім. Таттімбета та Всесоюзний державний інститут кінематографії ім. С. Герасимова
1981–1988 — актор Карагандинського академічного театру музичної комедії.
З 1989 року у Саратовському академічному театрі опери та балету.
У Національній опереті України з 2000 року. «У виставах виконує характерні та комічні ролі. Акторський стиль А. Підгородецького яскраво виділяється своїм буффонадно-ексцентричним забарвленням», — відзначається на офіційному сайті театру.
Племінник  В.Підгородецького

## Ролі
- Корнеро («Циганський барон» Й. Штрауса)
- Диякон («Сон у Різдвяну ніч» І. Поклада)
- Король («Попелюшка» А. Спадавеккіа)
- Болінгброк («Склянка води» М. Самойлова)
- Умфір («Баядера» І. Кальмана)
- Ронс, Князь Ліперт Воляпюк («Сільва» І. Кальмана)
- Віконт де Бріош, Радник Кромон («Весела вдова» Ф. Легара)
- Кіт Базиліо («Карнавал казок в Україні» В. Домшинського)
- Блінд, Черговий («Кажан» Й. Штрауса)
- Сищик («Пригоди бременських музикантів» Г. Гладкова)
- Профессор Глінкін («Таке єврейське щастя» І. Поклада)
- Мсьє Баландар («Звана вечеря з італійцями» Ж. Оффенбаха)
- Шинкар («Сорочинський ярмарок» О. Рябова)
- Жардьє («Фіалка Монмартру» І. Кальмана)
- Попс («Цілуй мене, Кет!» К. Портера)
- Доктор Лівсі («Острів скарбів» В. Домшинського)
- Візир («Лампа Аладдіна» С. Бедусенка)
- Каленик («Майська ніч» М.Лисенко)
- Окріп Фесько («Маруся Чурай» Л.Костенко)
- Юссель,кравець («Скрипаль на даху» Дж.Бока)

## Нагороди
- Орден Трудового Червоного Прапора
- Почесна грамота Верховної Ради України[1][2]
- Грамота Верховної Ради України[3]
- Почесна грамота Верховної Ради Татарстана